# Київське суворовське військове училище
Київське суворовське військове училище (рос. Киевское суворовское военное училище (КвСВУ), колишнє Харківське — ХрСВУ) — військовий навчальний заклад, суворовське училище, у Києві, який існував з 1943 до 1992 року.
1992 року на базі закладу було створено Київський військовий ліцей імені Івана Богуна.

## Історія
У 1943 році серед перших відкритих у СРСР 11 суворовських училищ було Харківське суворовське військове училище: у відповідності до Постанови РНК СРСР і ЦК ВКП(б) та на підставі директиви Генерального штабу Червоної армії від 27 вересня 1943 року розпочалось його формування у місті Чугуїв, Харківської області.
Для училища було виділено кращу будівлю міста, розташовану на високому березі річки Сіверський Донець, на площі імені В. І. Леніна. Ця триповерхова будівля, прикрашена цегляним візерунком, з вежею в центральній частині було побудовано ще в XIX столітті, як штаб Української округи військових поселень, в якому пізніше, з 60-х років ХІХ століття по 1917 рік, розташовувалося Чугуївське військове юнкерське училище.
Після отримання будівлі до училища прибуло 50 офіцерів, з яких 28 були учасниками бойових дій, 16 мали державні нагороди. Окрім офіцерів до училища прибули 64 сержанти і рядових.
20 вересня 1943 року до командування училищем приступив гвардії генерал-майор П. А. Єрьомін.
24 листопада 1943 року училище отримало грамоту Президії Верховної Ради СРСР про вручення йому бойового знамена. Саме цей день вважається Днем народження училища.
Відповідно до наряду Укравління військових навчальних закладів Червоної армії, у період з 18 до 20 листопада 1943 року, до училища прибули 415 вихованців з Харківської, Ворошиловградської, Воронезької, Курської, Тульської й Московської областей у віці від 8 до 14 років, 39 з них брали участь у боях, а дев'ятеро були нагороджені бойовими орденами і медалями, 57 були зовсім неграмотними і лише 3 закінчили 6 класів.
Заняття розпочалися 1 грудня 1943 року.
У Чугуєві училище знаходилось всього 4 роки. За цей період не було ні наборів, ні випусків.
На підставі розпорядження начальника Генерального штабу ЗС СРСР №ОРГ/1/470677 від 17 травня 1947 року — 1 липня 1947 року училище передислокувалося з міста Чугуєва Харківської області у місто Київ, в зв'язку, з чим йому було присвоєно нове найменування «Київське суворовське військове училище». Училище розмістилося в приміщенні колишнього 2-го Київського Червонопрапорного училища самохідної артилерії імені М. В. Фрунзе. Будівля в стилі неокласицизму була побудована в 1915 році для Київського Олексіївського інженерного військового училища, проте, ліквідованого вже в кінці 1917 р. Юнкером цього училища був між іншим Микола Булгаков, брат письменника, що послужив прототипом Миколки з «Білої гвардії».
Відповідно до директиви Головного штабу Сухопутних військ №ОШ/5/1365488 від 28 квітня 1955 року Київське суворовське військове училище з 1 серпня 1955 року переформовано в Київське суворовське офіцерське училище.
Відповідно до директиви Головнокомандувача Сухопутними військами №ОШ/1/267113 від 25 січня 1958 року Київське суворовське офіцерське училище з 20 жовтня 1958 року знову переформовано в Київське суворовське військове училище.
1992 року на підставі Постанови Кабінету Міністрів України від 19 серпня 1992 року на базі Київського соворовського військового училища створено Київський військовий ліцей.

## Діяльність

### Керівники училища
Протягом усієї історії училища його очолювали:
- 1943—1944 — Єрьомін Петро Антонович — генерал-майор,
- 1944—1945 — Візжилін Віктор Олексійович — генерал-майор,
- 1945—1954 — Томашевський Андрій Михайлович — генерал-майор,
- 1954—1956 — Поцелуєв Іван Абрамович — генерал-майор,
- 1956—1958 — Уманський Терентій Хомич — генерал-майор (Герой Радянського Союзу),
- 1958—1970 — Кібардін Борис Михайлович — генерал-майор,
- 1970—1985 — Кауркін Іван Іванович — генерал-майор,
- 1985—1992 — Сидоров Віктор Павлович — генерал-майор.

### Випускники училища
Див. також: Випускники Київського суворовського військового училища
- Богданов Володимир Олексійович[ru] (вип. 1949)
- Гур Віктор Іларіонович (вип. 1949)
- Поповкін Всеволод Миколайович (вип. 1949)
- Мокроус Анатолій Іванович (вип. 1950)
- Соколовський Аркадій Семенович (вип. 1950)
- Ковтунов Олександр Васильович[ru] (вип. 1951)
- Головко Віль Васильович (вип. 1952)
- Савушкін Роберт Олександрович (вип. 1953)
- Одінцов Борис Миколайович[ru] (вип. 1954)
- Катанаєв Володимир Борисович (вип. 1955)
- Куделін Валерій Миколайович (вип. 1955; золота медаль)
- Ремізов Людвіг Павлович (вип. 1955)
- Старов Рем Вікторович (вип. 1955)
- Чекман Валерій Миколайович (вип. 1955)
- Шпаликов Геннадій Федорович (вип. 1955)
- Креденцер Борис Петрович (вип. 1956)
- Безруков Владислав Вікторович (вип. 1957)
- Костенко Анатолій Іванович (вип. 1959)
- Криворучко Анатолій Петрович (вип. 1960)
- Микулин Іван Іванович (вип. 1960)
- Бобришев Валентин Сергійович[ru] (вип. 1963)
- Попельський Юрій Матвійович (вип. 1963 ?)
- Павленко Юрій Андрійович (вип. 1965)
- Давидов Михайло Іванович (вип. 1966)
- Єремєєв Юрій Степанович (вип. 1966)
- Пашинський Валерій Миколайович (вип. 1968)
- Козьменко-Делінде Валентин Микитович (вип. 1969)
- Мокренець Сергій Григорович (вип. 1969)
- Сидоров Василь Іванович (вип. 1970)
- Старчеус Ігор Євгенович (вип. 1972)
- Прогнімак Олександр Володимирович (вип. 1973)
- Гриценко Анатолій Степанович (вип. 1974)
- Волков Віктор Олексійович (вип. 1975)
- Нечаєв Андрій Васильович (вип. 1975)
- Строгий Петро Іванович (вип. 1975)
- Плосконос Ігор Миколайович (вип. 1976)
- Куцак Генадій Васильович (вип. 1978)
- Кошман Сергій Миколайович[ru] (вип. 1980)
- Пословський (Демидов), Дмитро Михайлович (вип. 1980)
- Уруський Олег Семенович (вип. 1980)
- Міщенко Олександр Павлович (вип. 1981)
- Саковський Григорій Андрійович (вип. 1981)
- Хачковський Дмитро Михайлович (вип. 1983)
- Чеповий Володимир Віталійович (вип. 1984)
- Кацай Ігор Олександрович (вип. 1985)
- Самсонюк Павло Павлович (вип. 1985)
- Бордзинський Віктор Миколайович (вип. 1985)
- Зламал Олександр Володимирович (вип. 1985)
- Хоменко Олександр Володимирович (вип. 1985)
- Зарудний Віктор Ігорович (вип. 1985)
- Ніконов Федір Олександрович (вип. 1985)
- Чеботарьов Антон Михайлович (вип.1985)
- Головач Андрій Володимирович (вип. 1986)
- Гурін Сергій Геннадійович (вип. 1986)
- Петренко Анатолій Григорович (вип. 1986)
- Грібакін Валерій Вікторович (вип. 1987)
- Хачатурян Арутюн Арутюнович (вип. 1987)
- Закорко Іван Павлович[ru] (вип. 1988)
- Голубов Андрій Михайлович (вип. 1990)
- Бондар Віктор Васильович (вип. 1992)

- Сокуренко Валерій Васильович (вип. ?)
- Михайлов Олександр Іванович (вип. ?)
- Борисов Олександр Сергійович (вип. ?)
- Звягельський Ромен Аронович (вип. ?)
- Личкатий Віктор Митрофанович (вип. ?)
- Георгієш Володимир Олександрович (вип. ?)
- Аскаров Володимир Хамитович (вип. ?)
- Бессараб Сергій Борисович (вип. ?)
- Попко Сергій Миколайович (вип. ?)
- Голопатюк Леонід Станіславович (вип. ?)
- Безлущенко Сергій Іванович (вип. ?)